# Нощ и мъгла
„Нощ и мъгла“ (на френски: Nuit et brouillard) е френски късометражен документален филм от 1956 година на режисьора Ален Рене по сценарий на Жан Керол.
Филмът използва съчетание от снимки на изоставените лагери „Аушвиц“ и „Майданек“ с архивни кадри от времето на тяхното функциониране, за да представи кратка история на националсоциалистическите концентрационни лагери.